# Mia Boesen
Mia Boesen [boːsn] (* 24. Januar 1988 in Vamdrup) ist eine ehemalige dänische Handballspielerin.

## Karriere
Boesen begann das Handballspielen bei KIF Kolding. Später gehörte Boesen dort dem Kader der Damenmannschaft an, die in der höchsten dänischen Spielklasse spielte. Anfangs spielte sie im Rückraum und wurde erst später zur Kreisläuferin umfunktioniert. Mit KIF stand sie 2010 im Finale des Europapokals der Pokalsieger, jedoch scheiterte die Mannschaft an dem montenegrinischen Spitzenverein ŽRK Budućnost Podgorica. Im Sommer 2012 unterschrieb sie einen Vertrag beim deutschen Zweitligisten Füchse Berlin. Nach einer Saison verließ sie Berlin. Später übernahm sie das Amt des Implementation Managers bei der EHF. Zwischen 2018 und 2022 war sie als Event-Managerin beim dänischen Ligaverband tätig.
Mia Boesen gehörte der dänischen Jugend- und Juniorinnen-Nationalmannschaft des Jahrgangs 1988/89 an, mit der sie sowohl die Welt- als auch die Europameisterschaft gewann.

## Privates
Ihr Vater Jens erwarb sich als Handballfunktionär von KIF Kolding einen hohen Bekanntheitsgrad. Ihr Bruder Lasse gehörte über viele Jahre dem Kader der dänischen Handballnationalmannschaft an.